# Rudolf Hausner
Rudolf Hausner (né à Vienne le 4 décembre 1914, mort à Mödling le 25 février 1995, est un peintre et sculpteur autrichien.

## Biographie
Rudolf Hausner est d'origine juive.
Après avoir étudié à l'Académie de Vienne, Hausner est tout d'abord un peintre expressionniste. Il expose notamment à l'exposition de l'« art dégénéré » en 1937, et organise à Vienne en 1962 une exposition intitulée Surréalisme. Pendant les dernières années de la Guerre, il est affecté à une unité de défense aérienne. Il est l'ainé du groupe de Vienne, et devient par la suite professeur aux Académies de Vienne et de Hambourg.
Il est considéré comme un des plus grands représentants de l'école viennoise du réalisme fantastique.
Il se marie avec la peintre Anne Hausner (née en 1943). Il a eu trois filles: Jessica Hausner (réalisatrice), Xenia Hausner (peintre) et Tanja Hausner (costumière).

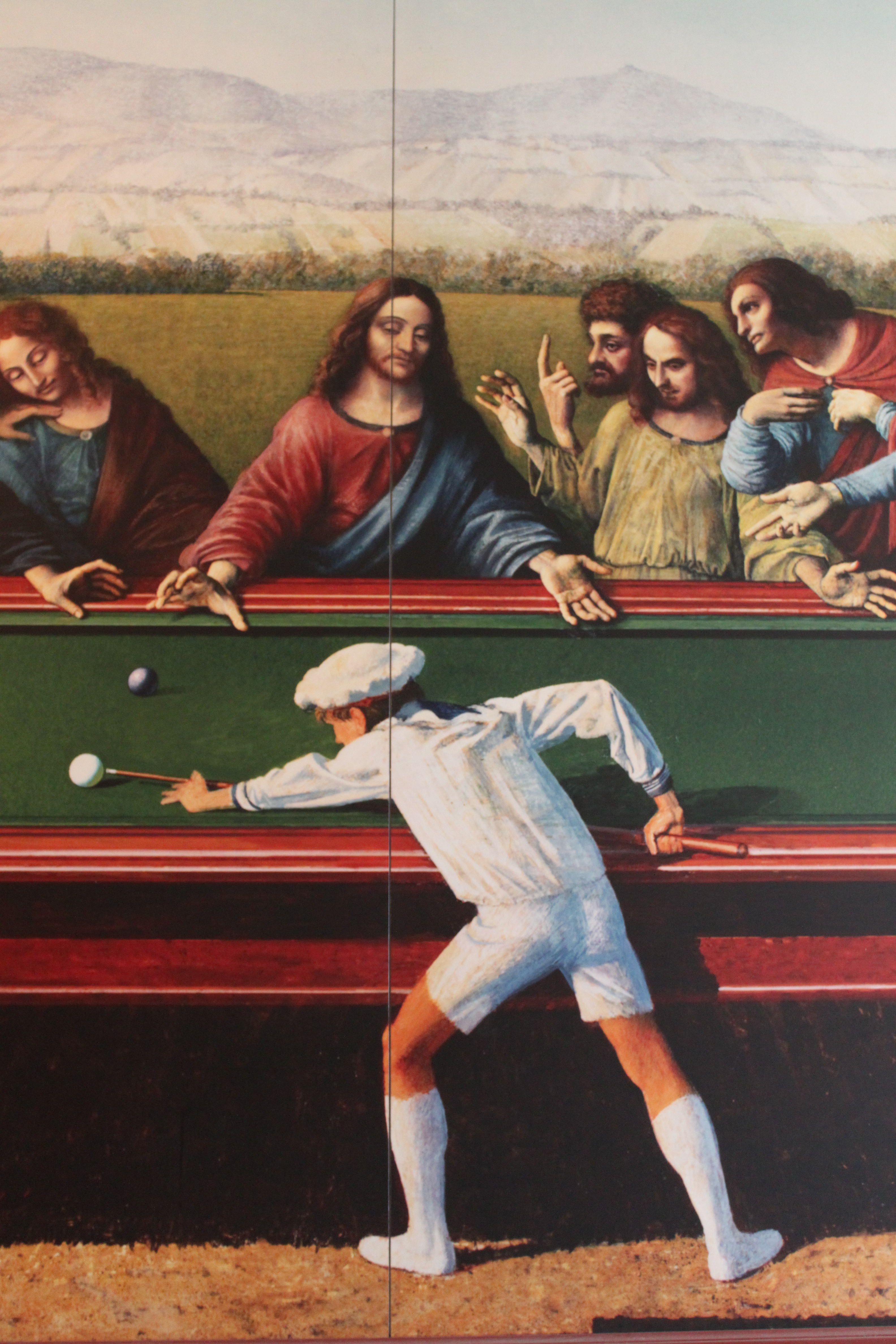
Tableau de Rudolf Hausner intitulé Adam vor den Autoritäten I.